# Micromorphe pumilia
Micromorphe pumilia är en fjärilsart som beskrevs av Van Eecke 1928. Micromorphe pumilia ingår i släktet Micromorphe och familjen tofsspinnare. Inga underarter finns listade i Catalogue of Life.